# ブライス・マシューズ
ブライス・アンドレ・マシューズ（Brice Andre Matthews, 2002年3月16日 - ）は、アメリカ合衆国テキサス州ヒューストン出身のプロ野球選手（内野手）。右投右打。MLBのヒューストン・アストロズ所属。

## 経歴
2023年のMLBドラフト1巡目(全体28位)でヒューストン・アストロズから指名され、プロ入り。契約金は240万ドルであった。契約後、傘下のルーキー級フロリダ・コンプレックスリーグ・アストロズでプロデビュー。A級ファイエットビル・ウッドペッカーズでもプレーし、2チーム合計で35試合に出場して打率.287、4本塁打、11打点、18盗塁を記録した。
2024年はルーキー級フロリダ・コンプレックスリーグ・アストロズ、A+級アッシュビル・ツーリスツ、AA級コーパスクリスティ・フックス、AAA級シュガーランド・スペースカウボーイズでプレーし、4チーム合計で79試合に出場して打率.265、15本塁打、44打点、32盗塁を記録した。
2025年は開幕からAAA級シュガーランドでプレーし、7月11日にメジャー契約を結んでアクティブ・ロースター入りした。同日のテキサス・レンジャーズ戦にて「8番・二塁手」で先発出場してメジャーデビュー（この試合での結果は4打数無安打）。

## 詳細情報

### 背番号
- 28（2025年 - ）